# Station Lindesberg
Station Lindesberg is een spoorwegstation in de Zweedse stad Lindesberg. Het station ligt aan de Bergslagsbanan. Het station is gelegen in het centrum van de stad en heeft een eilandperron.

## Verbindingen
| Serie | Treinsoort       | Route | Bijzonderheden                         |
| ----- | ---------------- | --- | -------------------------------------- |
| 53    | Stoptrein (TÅGK) | Gävle – Sandviken – Storvik – Hofors – Falun – Borlänge – Ludvika – Grängesberg – Ställdalen – Kopparberg – Storå – Lindesberg – Frövi – Örebro – Örebro Södra – Kumla – Hallsberg – Motala – Mjölby | Vaak slechts een deel van het traject. |